# 南長谷
南長谷（みなみはせ）は、宮城県岩沼市の大字。郵便番号は989-2454。人口は1137人、世帯数は420世帯。旧名取郡南長谷村、旧名取郡千貫村大字南長谷、旧名取郡岩沼町大字南長谷を経て現在の住所となった。
この地は律令時代に整備された東山道と東海道の合流点であり、南長谷字上原と字北上にまたがる原遺跡は、平安時代に編纂された延喜式に記載されている玉前駅家や多賀城跡で出土された木簡に記されている玉前剗があった地と考えられている。
また、小野篁が陸奥守として任ぜられ赴任する際に、竹駒神社を創建したきっかけとなった地という伝承も残っている（詳細は#平安時代を参照）。

## 地理

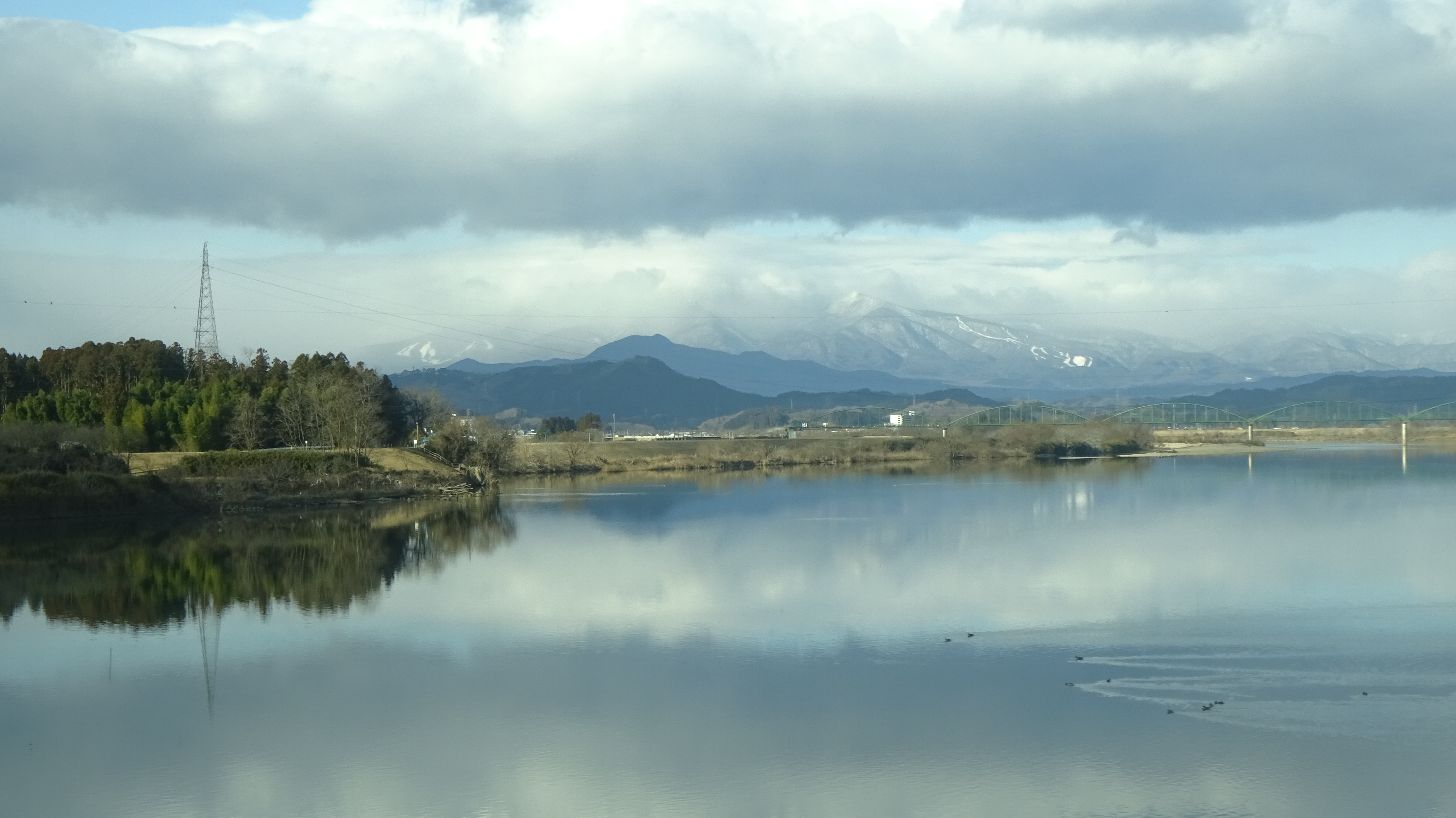
南長谷を流れる阿武隈川。左手には稲葉の渡しの亘理側の船着場があった。

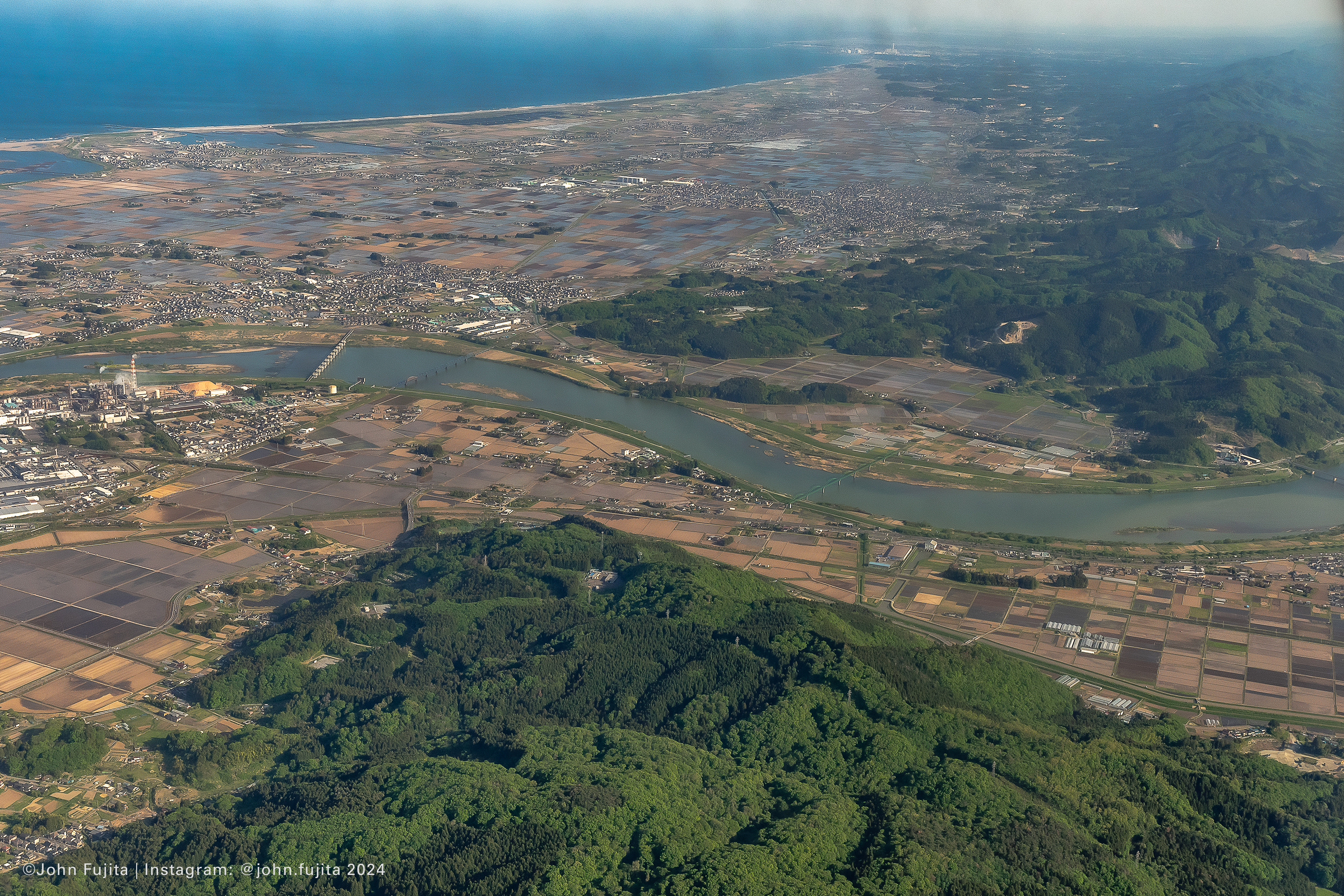
南長谷を航空機内より望む。阿武隈高地の北端と阿武隈川、高舘丘陵に挟まれている。

岩沼市の南部に位置し、西には柴田町の四日市場が、阿武隈川を挟んで対岸には亘理町の逢隈田沢が隣接する。高舘丘陵の東端部であり、東には阿武隈川が流れている。集落は丘陵麓の湧水線に沿って細長く分布し、その南方の阿武隈川の後背湿地にも人家が点在している。
古代は東海道（浜街道）と東山道（東街道）が合流する地点であり、駅家が置かれていた可能性が高いとされる。
中世から近代にかけては稲葉の渡しという阿武隈川の渡し舟が存在し、現在の亘理町逢隈田沢へと渡ることができた。
この付近は阿武隈川の中でも最も早く舟運が始まった流域とされ、奥州街道と阿武隈川が接する唯一の河岸である玉崎河岸があった。また、信達地方（信夫郡と伊達郡）から仙台方面へ送る物資の輸送にも使われた。藩政時代に玉崎問屋と呼ばれた渡邉庭園には仙台藩をはじめ米沢藩の舟運の中継所となり、また旅館も兼ね水陸交通の要衝として大きく繁栄した。
現在は対岸へ渡るために上流の槻木大橋や下流の阿武隈橋を利用しなければならず、過去のような交通の要衝の立場を譲った形となった。
- 河川：阿武隈川、五間堀川
- 丘陵：高舘丘陵
- 山 : 千貫山（標高191m）

## 歴史

### 古代

#### 古墳時代
南長谷の歴史は古墳時代まで遡る。丘陵の付け根、東街道沿いにあたる南長谷字京には、比較的規模は小さいものの東平王塚古墳という前方後円墳が存在する。鎮守府将軍の大野東人または恵美朝獦、あるいは百済王敬福の墓と諸説あり、横穴式石室と考えられている。発見時は全長約40mだったものの、開発により前方部の大半が破壊されてしまい、現在はその全体を確認することができなくなっている。市内にはかめ塚古墳が字亀塚にあるほか、岩沼市と隣接する名取市には東北地方最大の古墳である雷神山古墳がある。南北朝時代の観応年間に東国へ旅に出た豊後出身の僧宗久の著作「都のつと」には、東平王塚古墳について次のように記されている。
これに対し郷土史家の阿刀田令造は「これらの伝説はすべて中央憧憬の証左であろうと考証している。」と述べている。

#### 飛鳥時代
飛鳥時代に入り、現在の南長谷地区は遅くとも7世紀後半ごろには畿内などの他地域とのつながりが形成されていたと考えられている。南長谷字北上の南玉崎遺跡や南長谷字樋の樋遺跡では土師器や須恵器が出土している他、南長谷字上原・北上地内の原遺跡発掘調査の際には、東海産須恵器円面硯や須恵器円面硯、現在の会津若松市の大戸窯跡の製品と考えられる須恵器が出土した。これらの土器は陸上交通だけでなく、海上や河川などを用いた水上交通によって運び込まれた可能性もあるとされ、物流の拠点になっていたことが窺える。

#### 奈良時代
729年（天平元年）4月15日、僧善快の勧請により漁船守護の神として大山祇神を祀り、深山大権現と称した。これが後の千貫神社である。当時は深山（現在の千貫山）の山中に鎮座しており、竹駒寺の末寺である真珠院を別当寺としていた。漁船守護の神として崇敬され、延暦年間からは毎年、藤波・早股・押分・寺島・蒲崎・長谷釜の6つの村を神輿が渡御した。

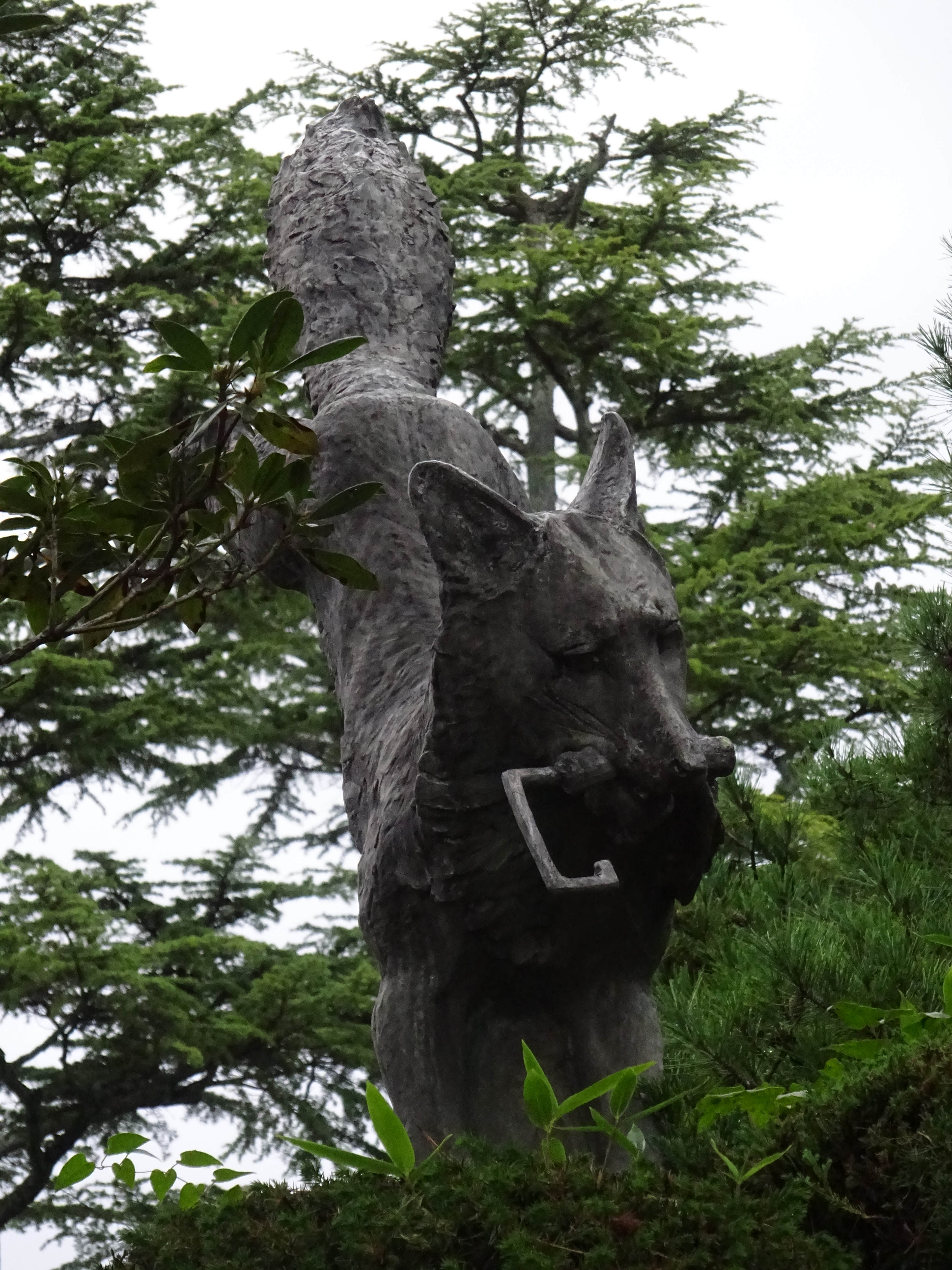
創建の由来となった白狐の像（竹駒神社）

#### 平安時代
現在の南長谷地区が文献に初めて登場したのは平安時代ごろである。平安時代中期に作られた和名類聚抄には、名取郡には7つの郷のが存在したとされ、和名類聚抄の3つの伝本には「指賀郷」や「玉前郷」といった郷名が共通して見られる。その中の玉前郷が現在の南長谷にあたると考えられている。また、指賀郷も現在の大字志賀といわれている。なお、玉前は玉崎と改称し、現在も南長谷字玉崎という地名が存在している。岩沼市民バスの玉崎停留所や玉崎西停留所が置かれ、一帯が玉崎地区と呼ばれることもある。
平安時代中期の10世紀ごろに成立した延喜式にも玉前の記載があり、兵部省の陸奥国の駅馬や伝馬の順路の中に玉前駅家と記されている。また、多賀城跡では玉前剗と記された9世紀ごろと推定される木簡が出土された。延喜式には約400か所の駅家が記されているものの、現在駅家と判明している遺跡は兵庫県と茨城県の3か所しかない。以前から南長谷が玉前駅家や玉前剗があった地として比定されていたが、調査の結果、須恵器や円面硯などが発掘された原遺跡にあった可能性が高いとされている。これは掘立柱建物跡の規模の大きさや土師器、墨書が記された須恵器、円面硯などが見つかったことから、官衙関連施設の設置の可能性を示すからである。
南長谷は竹駒神社創建のきっかけとなった地という伝承がある。伝承によると842年（承和9年）、参議の小野篁が陸奥守に任ぜられ多賀城に赴任する際、京都の伏見稲荷で奥州鎮護を祈った。すると稲荷神が白狐となって現れ、一行はその白狐を箱に納めて奥州へ連れて行った。一行が南長谷の小さな橋（八声の橋）に差し掛かったとき、白狐が8回鳴いたため箱を開けると、中にいた白狐が飛び出し、近くの森へ姿を消した。そこで小野篁は姿を消した森に社をつくり、地名から「武隈明神」と名付けたとされている。なお、現在の「竹駒神社」という名称になったのは藤原元善が陸奥守に任ぜられた延長年間ころである。また、小野篁一行が渡った八声の橋は現在水田となっているものの、石碑や道標が立てられている。
869年（貞観11年）の7月9日に起きた貞観地震では南長谷を津波が襲い、山に生えていた松（後の千貫松）に舟をつないで村民は助かったという伝承が残っている。

### 中世
室町時代から安土桃山時代にかけ、字蛭の南麓（旧千貫小学校南長谷分校付近）には長谷古館、または長谷城という平山城が存在した。昭和初期の国道建設の際に土取り場として利用されていたため現在は狭くなっているものの、東西120m・南北100mに及ぶ丘陵すべてが館であったと伝えられている。また、仙台領古城書上には東西二十四間、南北二十二間と記されている。この長谷古館の城主は長谷紀伊守景重という亘理氏の家来であったといわれているが、景重の出自は今だはっきりとしていない。一説によると、中世にこの地の支配者であり、伊達政宗に滅ぼされたのちに現在の遠田郡涌谷町に亡命したとされ、亘理氏の臣として涌谷に入ったとの口承もある。なお、大崎市田尻大沢の百々地区には長谷氏の遺跡が存在する。また、景重のものと伝わる墓が字柳の鷹硯寺にあり、墓には室町時代の後期にあたる天文2年（1533年）という文字が書かれている。長谷古館の発掘調査では室町時代の陶器や深さ1m・幅10mほどの溝が見つかり、特に溝跡は堀だった可能性が高いとされている。

### 近世
江戸時代に仙台藩が記した封内風土記には「南長谷邑」として地名が登場する。封内風土記によると、当時の戸口はおよそ159、神社は新山権現社・妙見社・諏訪八幡社の3社、寺は曹洞宗龍谷山鷹硯寺・真言宗深谷山真珠院・真言宗深谷山延命寺の3寺とされている。
南長谷にはかつて深山（現在の千貫山）の頂から峰伝いに数千株の松が生い茂り、古くから航海の目標とされていた。1600年頃、伊達政宗が仙台城築城の際にこの松を切り用材にしようとしたものの、「この松は古くから沖に出た舟子の目標となっている。伐採すると舟子が迷う」と漁師は主張した。その後、七ヶ浜から相馬までの7つの村の漁師たちは銭千貫文を仙台藩に献上し伐採を免れた。以後、この松は「値千貫の松」と呼ばれ、一帯の山も千貫山と呼ばれるようになったといわれている。また、千貫村の名の由来となったとされている。ただし、この千貫松の由来は諸説あり、「一株は価値は千貫文にも換え難い」という意味であるという説もある。
1611年（慶長16年）に発生した慶長地震の大津波では、阿武隈川を遡上し氾濫した水が千貫松まで届き、伊達政宗がこのことを徳川家康に話した記録が駿府記に残っている。しかし、千貫松のあったとされる千貫山の標高は200mほどあり、千貫松の位置は海辺（川口）から1里余り離れていると江戸時代の譜牒余録には記されているが実際には7km（約2里）ほど離れているため、この伝承は貞観地震の津波を慶長地震の津波と結び付けた創作であるという説がある。岩沼町誌第一篇の岩沼物語には伊達政宗独特の創作話としてこの伝承を「奇談」と記している。また、駿府記の記述について貞山公治家記録には
千貫松ト云ハ一株ノ松ノ名ニ非ス。麓ヨリ峰上数千株一列ニ並立テリ。 終ニ山ノ名トナル。名取郡ニアリ。逢隈河ノ水涯近ケレハ、海潮ノ餘波、此河水ニ入テ泛濫シ、麓ノ松ニ舟ヲ繋ク事モ有ルヘキ歟。—貞山公治家記録
として麓の松に舟をつないだ可能性を肯定し、かつて現在の吹上地区を囲むように阿武隈川の旧河道が存在したため、その旧河道を遡上した津波が千貫松のあった千貫山麓に到達したという説もある。

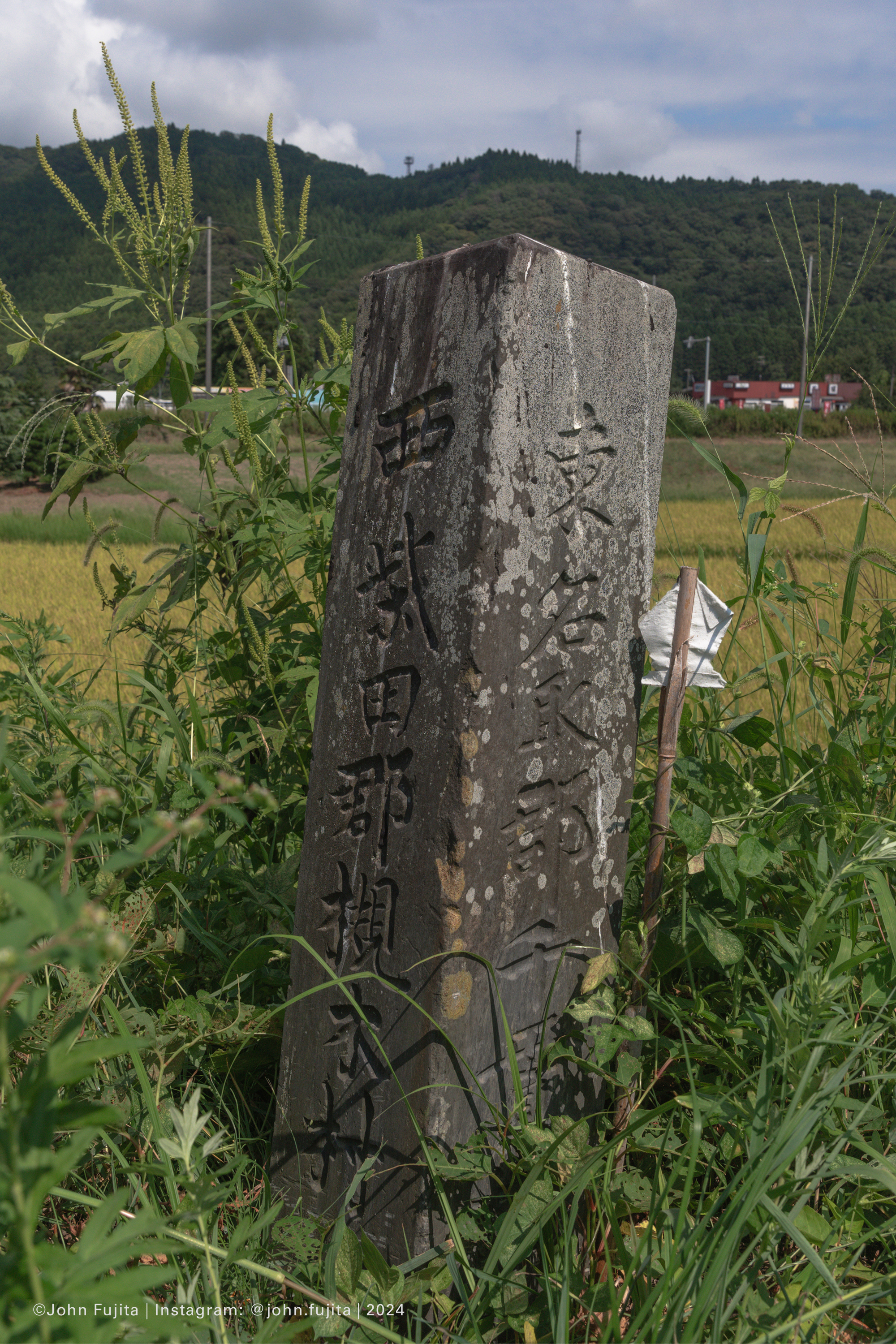
名取郡、柴田郡の郡界の石標。東名取郡千貫村、西柴田郡槻木村とある。

名取郡南長谷村は柴田郡四日市場村（現在の柴田町四日市場）と接していた。17世紀頃にまとめられた「御領内絵図」では名取郡と柴田郡で境界が記されていない村があった。ここ南長谷村と四日市場村も境界が未確定であった。支配の単位としての村が意識され始めたころ、境界に関し大小様々な争論があったことを窺わせる伝承がある。それは南長谷には「大谷地・中谷地・西谷地」、四日市場には「谷地中」、入間野（現在の柴田町槻木）には「北谷地・中谷地」と言ったように「谷地」の付く地名が連続的に存在していることが確認できるが、なぜ名取郡にまで跨っているのかということに関するものである。あるとき千貫山の麓で乞食の死体が発見された。死体の処理を四日市場村の住人は拒んだが、南長谷村の住人はこの死体を供養し埋葬した。このとき南長谷の住人が墓の場所で以って千貫山、大谷地、小谷地の領有権を主張、南長谷村の領域が確定したとされる。

## 小・中学校の学区
小・中学校の学区は以下の通りとなる。なお、1977年（昭和52年）まで岩沼市立千貫小学校南長谷分校が字蛭にあった。
| 大字   | 字・番地                 | 小学校       | 中学校       |
| ------ | ------------------------ | ------------ | ------------ |
| 南長谷 | 字中ノ崎・字田中115番地1 | 岩沼西小学校 | 岩沼西中学校 |
| 南長谷 | 上記以外の全地域         | 岩沼南小学校 | 岩沼中学校   |

## 施設

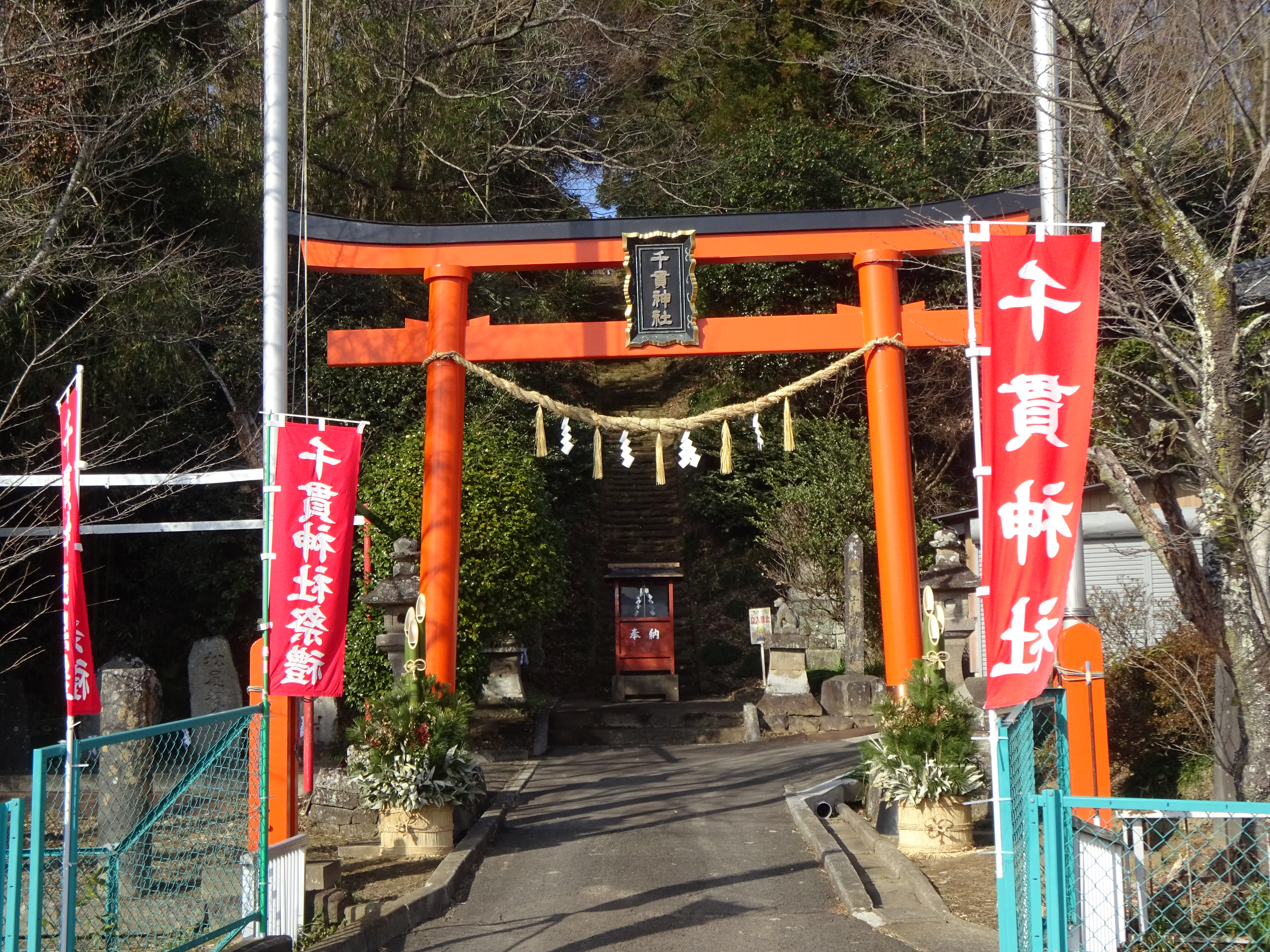
千貫神社

### 公共
- 原公会堂 (字原103)
- 玉崎公会堂 (字鳥井木151)
- 玉崎浄水場 (字宿1)

### 寺社
- 千貫神社 (字諏訪128-2)
- 鷹硯寺 (字柳150)

## 史跡・文化財

### 市指定文化財
- 渡邉庭園 (字西川前) : 仙台藩のお抱え庭師であった清水道観とその弟子の星野益三郎が近江八景を模して築庭したもの[32]。

### 埋蔵文化財包蔵地[33]
- 根方泉遺跡 (字泉) : 弥生時代の遺跡。弥生土器が出土している。
- 長谷古館跡 (字蛭) : 室町時代の城館。
- 東平王塚古墳 (字京) : 古墳時代の前方後円墳。
- 南玉崎遺跡 (字北上) : 古代の遺跡。土師器や須恵器が出土している。
- 原遺跡 (字中原90ほか) : 玉前駅家のあった地とされている（詳細は前述）。

## 交通

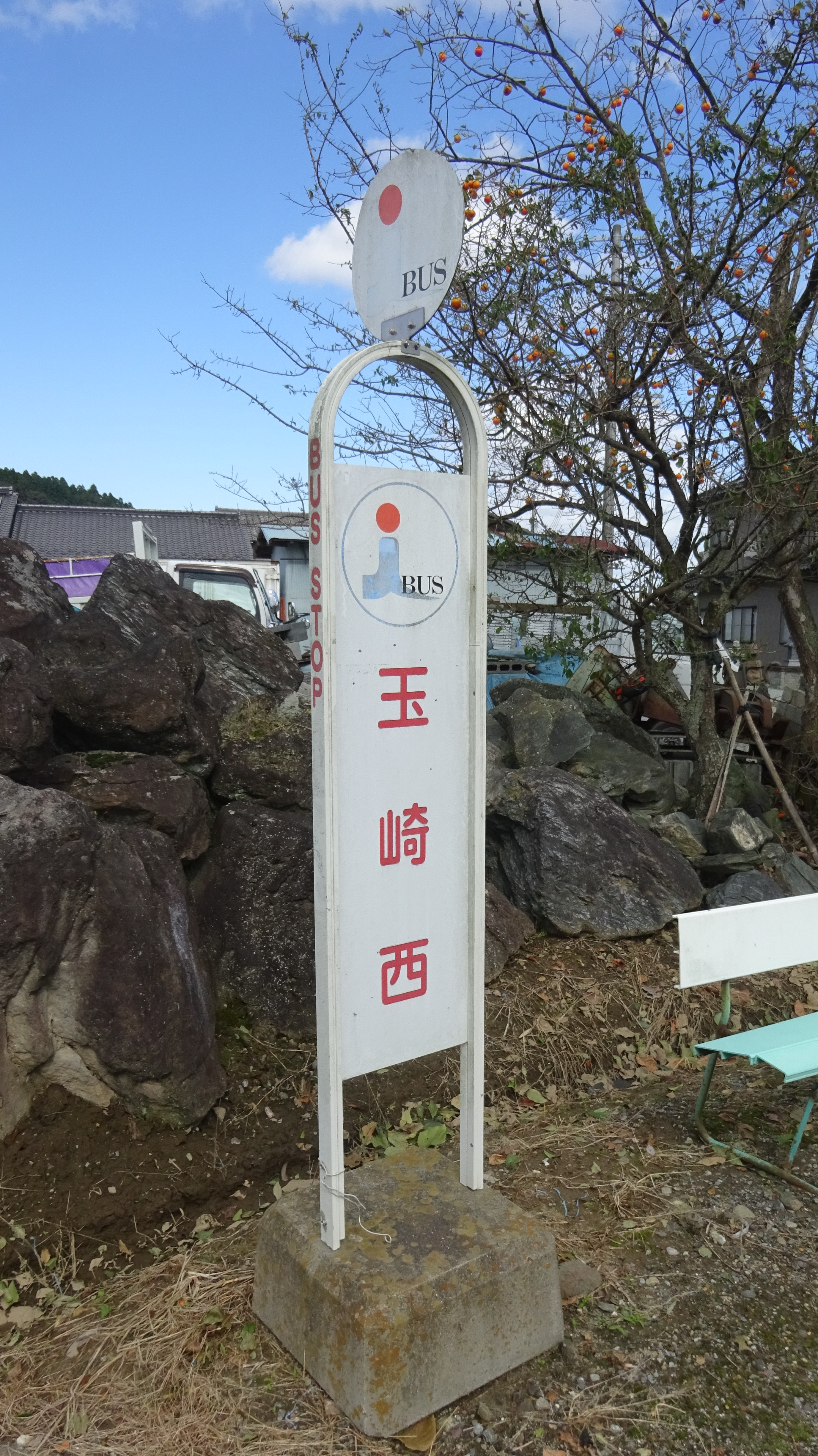
玉崎西停留所

### 鉄道
- 鉄道駅はないが、常磐線の岩沼 - 逢隈と東北本線の岩沼 - 槻木間が地区内を通過している。また、大昭和との境界を日本製紙岩沼工場専用線が通過している。

### バス
- 岩沼市民バス
  - 原 - 玉崎 - 玉崎西 - 根方公会堂前 - 根方 ( 南長谷線)

### 道路

#### 一般国道
- 国道4号

#### 一般県道
- 宮城県道39号仙台岩沼線

## 関連する人物

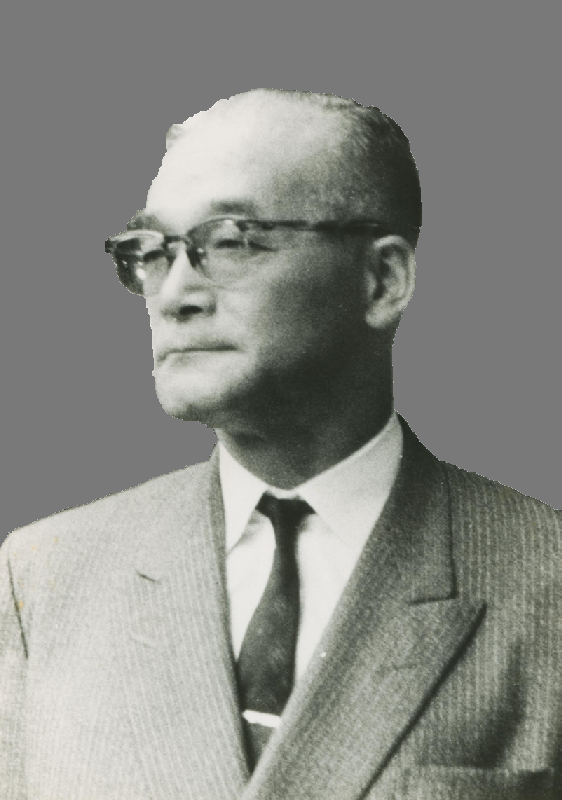
平井弥之助

- 中野裕通 - ファッションデザイナー
南長谷出身で生家は字諏訪の千貫神社である。インタビュー内で南長谷について、山で栗やあけびを採りに行ったり釣りをしたりと、自然が遊び場だったと語っている[34]。
- 平井弥之助 - 土木技術者・東北電力副社長・電力中央研究所技術研究所長
隣接する柴田町（旧船岡町）出身[35]。女川原子力発電所建設の際には東北電力の海岸施設研究委員会に参画した。委員会では南長谷地区を襲ったとされる津波の伝承を踏まえ「貞観大津波は岩沼の千貫神社まで来た」と語り、津波への対策を熱心に説いた[36]。原発の立地に関して「12mで十分」という意見が多数を占めたものの、平井はそれよりも高い14.8メートルの高台に建設するという意見を強く主張し、最終的に東北電力は平井案を採用した。その後40年の時を経て襲来した東日本大震災の津波は原発敷地より約1m低い13.78mだったため、福島第一原子力発電所のような原発事故から難を逃れ、地元住民330人が避難のために身を寄せた[35][36][37]。